# Татарская конница в Великом княжестве Литовском

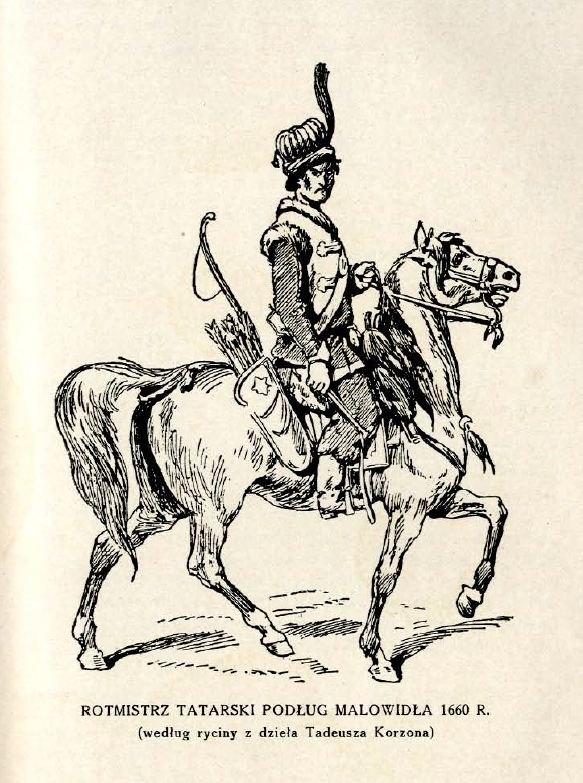
Ротмистр татарской кавалерии около 1660 г.

Татарская конница (пол. Jazda tatarska) возникла в войске литовского князя Гедимина в XIV веке из татар, переселившихся на территорию Великого княжества Литовского во времена междоусобных войн ханов Золотой орды, в частности хана Узбека, введшего ислам. Значительный приток татар произошёл во времена Витовта. От него они получили привилегию на право владения полученными землями и свободу вероисповедания, в обмен на обязанность военной службы в кавалерийских хоругвях. Так, в 1410 году в Грюнвальдской битве в составе литовского войска приняли участие татарские хоругви Джелал ад-Дина.
В дальнейшем хоругви пополнялись за счёт беглецов из Крымского ханства. При реорганизации королём Владиславом IV Вазой в 1630-х годах армии татарская кавалерия вошла в состав народного авторамента. С XVII века в хоругвях лёгкой татарской кавалерии кроме татар служили поляки, литовцы и русины, которые рекрутировались по товарищеской системе. Такие хоругви были распространены в частных войсках магнатов Подолья и низовья Днепра. Использовались для разведки, охраны, преследования врага. Кавалеристы не имели защитного снаряжения и вооружались луками и саблями, с 1676 года — короткими копьями. После Великой Северной войны в начале XVIII века из-за неэффективности против современных армий татарские хоругви пришли в упадок, но они послужили основой для нового вида лёгкой кавалерии — улан. Под таким названием их стали использовать в саксонской армии Августа II Фридриха, откуда они попали в армию Франции.